# Сабайон

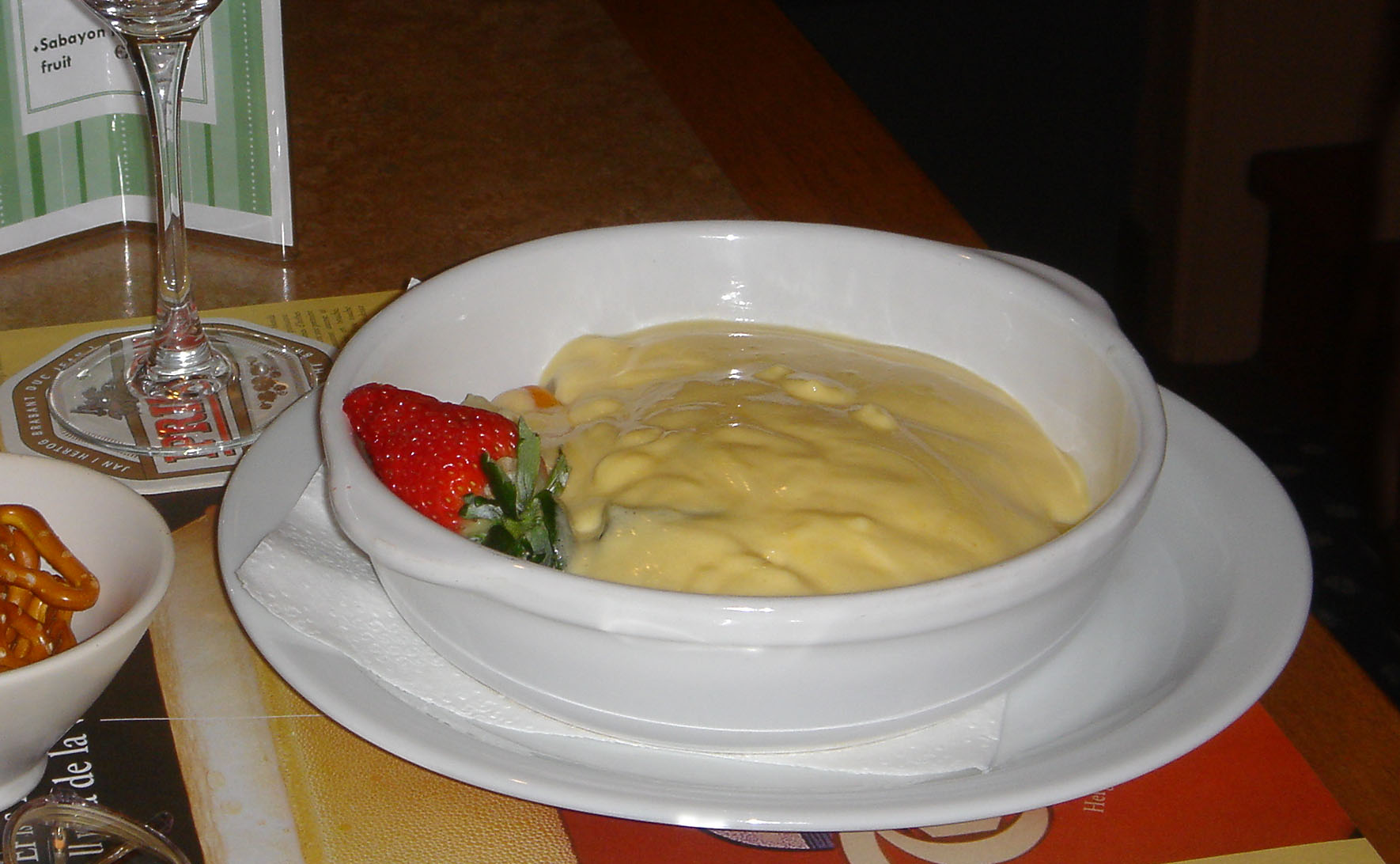
Сабайон, сервірований полуницею

Сабайо́н, дзабальйоне (італ. zabaglione, zabaione; фр. sabayon) — один з найвідоміших десертів італійської кухні, яєчний крем з додаванням вина (зазвичай марсали або Просекко). Яєчний жовток збивається з цукром до утворення білої піни, потім додається вино, для аромату ром та кориця. Отримана суміш збивається на водяній бані до утворення піни. Подається в декорованому цукровою пудрою келиху з бісквітним печивом або зі свіжим інжиром.
У широкому сенсі сабайонами називають різні десерти, що готуються з утворенням піни з додаванням алкогольних напоїв. Авторство сабайона приписується великому італійському кухареві XVI століття Бартоломео Скаппі, а також придворному кухареві герцога Карла Еммануїла I Савойського.
Сабайон також популярний в Аргентині, де відомий як sambayón. У Колумбії десерт відомий як sabajón. В Венесуелі схожий десертний напій на яйцях називають ponche de crema.